# Seriphidium ferganense
Seriphidium ferganense là một loài thực vật có hoa trong họ Cúc. Loài này được (Krasch. ex Poljakov) Poljakov miêu tả khoa học đầu tiên năm 1961.